# 앨버커키
앨버커키(스페인어: Albuquerque, 발음기호: '|æ|l|b|ə|ˌ|k|ɜɹ|k|i, 영어발음듣기)는 미국 뉴멕시코주에 있는 도시이다. 현지 한인 사회에서는 한글 표기를 '알버커키' 로도 쓰고 있다.
 인구는 559,277명(2016년)이며 해발 1,619m(5,312ft)의 고지대에 있는 도시이다. 동쪽에는 3,255m(10,678ft) 높이의 샌디아산이 있고 서쪽에는 작은 분화구들이 있는 메사(Mesa)언덕이 있다. 그사이에 도시가 자리 잡고 있으며 리오그란데강(Rio Grande)은 도시의 북에서 남으로 질러 흐르고 있다. 도시의 시작은 1706년 스페인의 영토일 때 작은 마을로 시작되었으며, 마을 이름은 17세기의 스페인 총독의 출신 지명에서 따온 것이다. 현재 뉴멕시코 주에서 가장 큰 도시이며 인구는 564,559명(2020년 통계)이고 주변 위성도시 인구를 합친 인구는 916,528명(2020년)이 되어 주 전체 인구의 절반에 가까운 인구가 된다. 뉴멕시코 대학(University of New Mexico:UNM), 샌디아 국립연구소(Sandia National Laboratories)가 있고 주변 위성도시인 리오 란초(Rio Rancho)에는 컴퓨터 칩을 생산하는 인텔이 있다.
블룸버그 비지니스 위크(Bloomberg Businessweek)에서 2011년도에 조사한 바에 의하면 앨버커키가 미국내의 50개의 살기 좋은 도시중에서 15번째의 살기 좋은 도시로 뽑혔다고 한다. 1위는 노스캐롤라이나주의 롤리(Raleigh)가 되었다. 2007년 통계에서는 엘버커키가 미국에서 6번째로 급 성장하는 도시로 뽑힌 바도 있다.

알버커키 프레스비태리언 병원 전경

## 역사
1706년 리오그란데강가 지금의 올드타운에 스페인인의 이주 가족들이 모여서 마을이 형성되었다. 마을 이름을 알부케르케(스페인어: Alburquerque)라고 지었는데 그 당시 뉴스페인을 다스리던 프란시스코 페르난데즈 데 라 쿠에바(Francisco Fernandez de la Cueva) 총독은 스페인에 있는 알부케르케 마을 출신 공작(公爵, Duke)으로 스페인 왕의 총애를 받고 지금의 멕시코에 뉴스페인 총독으로 나와 있던 사람이었다. 마을 이름을 총독의 출신 마을 이름과 같이 지은 것이다. 앨버커키 도시의 별명이 듀크 씨티(Duke City)로 불리는 이유가 곧 총독이 공작, 듀크였던 데에서 기인한다. 뒤에 시의 서류관리하던 직원이 'Albu' 다음에 오는 'r' 자를 실수로 빼버리고 도시 이름을 쓰기 시작한 것이 현재의 앨버커키(Albuquerque)로 공식 이름으로 되었고, 발음 역시 스페인어 발음 아닌 지금의 영어발음으로 변화되었다.
1880년 철도가 들어오고 1920년대 시카고와 로스 앤젤레스를 잇는 66번 고속도로가 지나가게 되면서 도시의 발전은 가속되었다. 1900년 초에 이곳의 맑은 날씨가 폐결핵 치료에 좋다는 것이 널리 알려지면서 요양원이 많이 생겨서 인구도 늘어나기 시작했다. 1930년에 한국인으로 한경직목사가 프린스턴 신학교를 졸업한 후 폐결핵 환자로 이곳에 와서 2년간 요양하고 완쾌되어 귀국했던 일도 있다. 한 목사가 있던 요양원은 크게 성장하여 이곳 40만명의 건강보험 가입자를 돌보는 지금의 프레스비태리언병원(Presbyterian Hospital)이 되었다.
1930년 커트랜드공군기지(Kirtland Air Force Base)가 들어서고 1949년 샌디아국립연구소가 세워져서 2차 세계 대전 후 냉전시기에 국방과학 분야의 연구개발 센터가 되었고 이로 인해서 도시가 크게 발전하게 되었다. 1981년 반도체 회사 인텔이 위성도시인 리오 란초에 들어서면서 또 한 번 더 도시가 급성장하는 계기가 되었다.

뉴멕시코 대학교 입구. 뉴멕시코대학은 1889년에 세워진 주립대학교이다.

뉴멕시코 대학교 캠퍼스에 있는 맥스웰 인류학 박물관.

## 인구
| 인구조사              | 인구    | Note  | %±     |
| --------------------- | ------- | ----- | ------ |
| 1880년                | 2,315   |       | —      |
| 1890년                | 3,785   |       | 63.5%  |
| 1900년                | 6,238   |       | 64.8%  |
| 1910년                | 11,020  |       | 76.7%  |
| 1920년                | 15,157  |       | 37.5%  |
| 1930년                | 26,570  |       | 75.3%  |
| 1940년                | 35,449  |       | 33.4%  |
| 1950년                | 96,815  |       | 173.1% |
| 1960년                | 201,189 |       | 107.8% |
| 1970년                | 244,501 |       | 21.5%  |
| 1980년                | 332,920 |       | 36.2%  |
| 1990년                | 384,736 |       | 15.6%  |
| 2000년                | 448,607 |       | 16.6%  |
| 2010년                | 545,852 |       | 21.7%  |
| 2019 (추산)           | 560,513 | [ 9 ] | 2.7%   |
| U.S. Decennial Census |         |       |        |

2010년 인구조사 결과에 의하면 앨버커키 인구는 54만5천852명으로 나왔다. 가구 수로는 239,166명이 된다. 인종별 인구 통계 자료를 보면 백인이 전체의 70%, 흑인이 3.2%, 미국원주민 인디언이 4.5%, 아시안이 2.6%이며 기타가 15%가 된다. 전체 인구의 46.7%가 히스패닉(라틴계 포함)이 된다.

## 교육
앨버커키에는 1889년에 설립된 주립대학인 뉴멕시코 대학교가 이 지역의 교육에 많은 공헌을 하고 있다. 학생 수는 3만 4천명선이다(2009-2010년). 600 에이커 면적에 자리잡은 캠퍼스의 건물이 이 지역의 특성을 잘 살리는 푸에블로 건축 스타일로 지어서 뉴멕시코의 고유의 미를 나타내고 있다. 12개의 단과 대학으로 구성되어 있다. 교내에 있는 맥스웰 인류학 박물관(Maxwell Museum of Anthropology)은 1932년에 세워졌으며, 이는 앨버커키에서 가장 먼저 생긴 박물관이다. 뉴멕시코 대학원의 프로그램중에서 미술대학의 사진학과 (5위), 의과대학의 가정의학(8위)을 포함해서 다섯 개의 프로그램이 전국 랭킹 톱(Top) 10 안에 들어갔다고 보고되기도 했다.
초급대학으로 센트럴 뉴멕시코 커뮤니티 칼리지(Central New Mexico Community College)가 있다. 2008년도 등록 학생 수는 2만4천870명이었다. 여기서 공부한 성적을 가지고 4년제 뉴멕시코 대학으로 전학하는 학생도 많다.
앨버커키의 초중고 학생은 모두 8만9천5백명선(2010년)이 되는데 13개의 고등학교, 27개의 중학교와 89개의 초등학교로 나뉜다. 이들의 교육은 APS(Albuquerque Public Schools)가 담당한다. APS에 속하는 교사의 수는 6천 5백명이 된다. 텔레비전 교육방송 KNME-TV는 APS와 뉴멕시코 대학의 공동 운영으로 지역 사회에 기여하고 있다. 시에서 운영하는 시립 도서관은 17개의 지역에 지역 도서관을 두고 인터넷을 통한 전자책(e-Book)의 대여 서비스도 한다.

## 경제
포브스(Forbes)잡지에서 2006년도 기업이나 직장의 여건이 우수한 도시로 앨버커키를 1위로 선정했고 2008년에는 13위의 도시로 선정했었다. 샌디아 국립연구소와 커트랜드 공군기지와 뉴멕시코대학 그리고 위성도시 리오 란초에 있는 인텔사가 있고 그와 관련되는 많은 하이테크 회사들이 이곳에 자리 잡고 있어서 이와 같은 랭킹을 얻게 되었을 것이다. 2010년 조사 결과에 의하면 앨버커키 거주하는 시민의 평균 수입은 가구당 $38,272, 가정(Family)당 $46,979로 보고되었다.

## 공원과 레크리에이션
앨버커키 시민의 레크리에이션을 위한 크고 작은 공원은 모두 합쳐서 약 300개에 달한다. 공원에 할당된 지역 면적이 도시 전체 면적의 28%가 되는 32,500에이커가 되어서 도시 면적에 대한 비율로 볼때 미국내 전 도시 중에서 앨라스카 앵커리지의 1위(40%)다음이 되는 2위란 순위를 차지 했다고 보고 되었다. 도시 인구 대 공원 면적의 비율에 있어서도 미국 내의 타 도시의 평균치 보다 5배 정도 높은 것으로 나타났다. 인구 1000명당 61.5에이커의 공원 면적이 할당되어 있는 것으로 나타났다.

## 교통
- 항공 - 앨버커키로 들어오는 출입구로 볼 수 있는 선포트(Sunport)국제공항은 9개의 항공사 항공기에 의해 연결되고 있다. 50% 이상의 승객을 사우스 웨스트 항공사(Southwest Airlines)가 담당하고 있다. 29개 도시로 논스톱(Nonstop)직행노선이 운항되며 하루에 평균 429 항공기의 이착륙이 처리되고 있다(2010년). 알버커키 공항의 IATA 공항 코드는 ABQ이다.[19]
- 철도 - 시카고와 로스 앤젤레스를 연결하는 암트랙(Amtrak)열차가 운행되고 있다. 앨버커키에서 로스 엔젤래스까지 15시간 30분 걸린다. 최근에는 알버커키에서 산타페를 연결하는 열차 레일러너 엑스프레스(Rail Runner Express)가 신설되어 하루에 8회의 왕복 운행을 하고 있다.[20]
- 도로 - 주와 주사이를 연결하는 고속도로 인터스테이트(Inter-state) 하이웨이(Highway)는 I-25와 I-40가 교차한다. 교차되는 지점을 Big-I라고 부른다. 시내의 대중교통을 위해 ABQ Ride버스가 운행되고 있다. 버스 이용 승객수가 점차 상승하고 있어 2011년 여름에는 월(月)승객수가 백만명을 넘었다. 급행버스로 무선 인터넷 서비스를 해주는 래피드 라이드(Rapid Ride) 버스가 세개의 노선으로 운영되고 있다.[21]

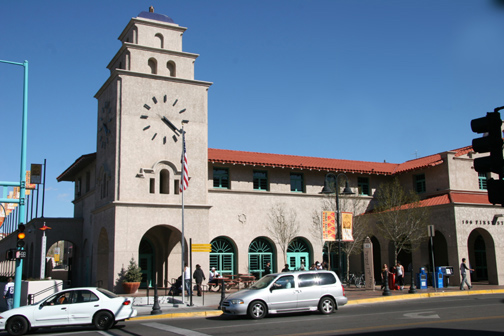
앨버커키 다운타운 알바라도 기차 정거장.

## 기후
| 앨버커키 (앨버커키 국제공항)의 기후                                                            | 앨버커키 (앨버커키 국제공항)의 기후 | 앨버커키 (앨버커키 국제공항)의 기후 | 앨버커키 (앨버커키 국제공항)의 기후 | 앨버커키 (앨버커키 국제공항)의 기후 | 앨버커키 (앨버커키 국제공항)의 기후 | 앨버커키 (앨버커키 국제공항)의 기후 | 앨버커키 (앨버커키 국제공항)의 기후 | 앨버커키 (앨버커키 국제공항)의 기후 | 앨버커키 (앨버커키 국제공항)의 기후 | 앨버커키 (앨버커키 국제공항)의 기후 | 앨버커키 (앨버커키 국제공항)의 기후 | 앨버커키 (앨버커키 국제공항)의 기후 | 앨버커키 (앨버커키 국제공항)의 기후 |
| 월                                                                                             | 1월                                 | 2월                                 | 3월                                 | 4월                                 | 5월                                 | 6월                                 | 7월                                 | 8월                                 | 9월                                 | 10월                                | 11월                                | 12월                                | 연간                                |
| ---------------------------------------------------------------------------------------------- | ----------------------------------- | ----------------------------------- | ----------------------------------- | ----------------------------------- | ----------------------------------- | ----------------------------------- | ----------------------------------- | ----------------------------------- | ----------------------------------- | ----------------------------------- | ----------------------------------- | ----------------------------------- | ----------------------------------- |
| 역대 최고 기온 °C (°F)                                                                         | 22 (72)                             | 26 (79)                             | 29 (85)                             | 32 (89)                             | 37 (98)                             | 42 (107)                            | 41 (105)                            | 39 (102)                            | 38 (100)                            | 33 (91)                             | 28 (83)                             | 22 (72)                             | 42 (107)                            |
| 일평균 최고 기온 °C (°F)                                                                       | 9.1 (48.4)                          | 12.3 (54.1)                         | 17.1 (62.8)                         | 21.3 (70.3)                         | 26.6 (79.9)                         | 32.4 (90.4)                         | 32.9 (91.2)                         | 31.6 (88.8)                         | 28.1 (82.5)                         | 21.4 (70.6)                         | 14.1 (57.3)                         | 8.5 (47.3)                          | 21.3 (70.3)                         |
| 일일 평균 기온 °C (°F)                                                                         | 3.0 (37.4)                          | 5.5 (41.9)                          | 9.7 (49.5)                          | 13.8 (56.8)                         | 18.9 (66.1)                         | 24.5 (76.1)                         | 26.1 (78.9)                         | 24.9 (76.9)                         | 21.3 (70.3)                         | 14.7 (58.4)                         | 7.6 (45.7)                          | 2.7 (36.9)                          | 14.4 (57.9)                         |
| 일평균 최저 기온 °C (°F)                                                                       | −3.1 (26.4)                         | −1.2 (29.8)                         | 2.3 (36.2)                          | 6.2 (43.2)                          | 11.3 (52.4)                         | 16.6 (61.9)                         | 19.2 (66.5)                         | 18.3 (64.9)                         | 14.5 (58.1)                         | 7.8 (46.1)                          | 1.2 (34.1)                          | −3.0 (26.6)                         | 7.5 (45.5)                          |
| 역대 최저 기온 °C (°F)                                                                         | −27 (−17)                           | −23 (−10)                           | −14 (6)                             | −11 (13)                            | −4 (25)                             | 2 (35)                              | 6 (42)                              | 8 (46)                              | −3 (26)                             | −7 (19)                             | −22 (−7)                            | −27 (−16)                           | −27 (−17)                           |
| 평균 강수량 mm (인치)                                                                          | 9.1 (0.36)                          | 11 (0.43)                           | 12 (0.46)                           | 13 (0.51)                           | 11 (0.44)                           | 14 (0.57)                           | 42 (1.64)                           | 33 (1.31)                           | 29 (1.15)                           | 22 (0.87)                           | 14 (0.57)                           | 13 (0.53)                           | 225 (8.84)                          |
| 평균 강설량 cm (인치)                                                                          | 3.6 (1.4)                           | 3.8 (1.5)                           | 1.8 (0.7)                           | 0.76 (0.3)                          | 0.0 (0.0)                           | 0.0 (0.0)                           | 0.0 (0.0)                           | 0.0 (0.0)                           | 0.0 (0.0)                           | 0.76 (0.3)                          | 2.3 (0.9)                           | 7.1 (2.8)                           | 20 (7.9)                            |
| 평균 강수일수 (≥ 0.01 인치)                                                                    | 3.6                                 | 3.7                                 | 3.8                                 | 2.8                                 | 3.7                                 | 3.5                                 | 8.7                                 | 8.3                                 | 5.9                                 | 4.7                                 | 3.4                                 | 4.0                                 | 56.1                                |
| 평균 강설일수 (≥ 0.1 인치)                                                                     | 1.9                                 | 1.6                                 | 1.0                                 | 0.3                                 | 0.0                                 | 0.0                                 | 0.0                                 | 0.0                                 | 0.0                                 | 0.3                                 | 0.9                                 | 2.5                                 | 8.5                                 |
| 평균 상대 습도 (%)                                                                             | 56.3                                | 49.8                                | 39.7                                | 32.5                                | 31.1                                | 29.8                                | 41.9                                | 47.1                                | 47.4                                | 45.3                                | 49.9                                | 56.8                                | 44.0                                |
| 평균 월간 일조시간                                                                             | 234.2                               | 225.3                               | 270.2                               | 304.6                               | 347.4                               | 359.3                               | 335.0                               | 314.2                               | 286.7                               | 281.4                               | 233.8                               | 223.3                               | 3,415.4                             |
| 가능 일조율                                                                                    | 75                                  | 74                                  | 73                                  | 78                                  | 80                                  | 83                                  | 76                                  | 75                                  | 77                                  | 80                                  | 75                                  | 73                                  | 77                                  |
| 출처: 미국 해양대기청 (평년값: 1991년~2020년, 극값: 1891년~현재, 상대습도/일조: 1961년~1990년) |                                     |                                     |                                     |                                     |                                     |                                     |                                     |                                     |                                     |                                     |                                     |                                     |                                     |

## 관광

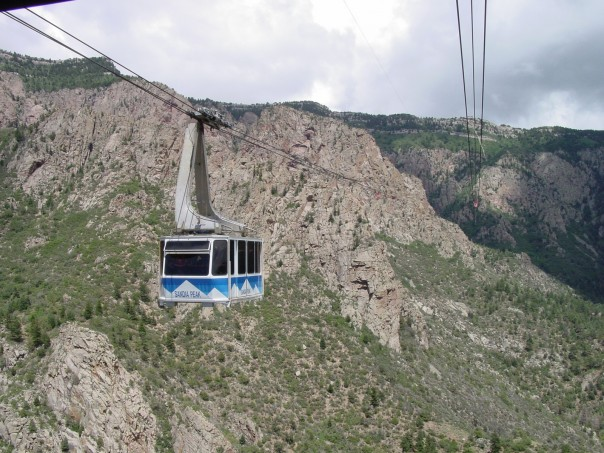
샌디아산으로 올라가는 트램카. 세계서 제일 긴 케이블로 연결된 케이블카

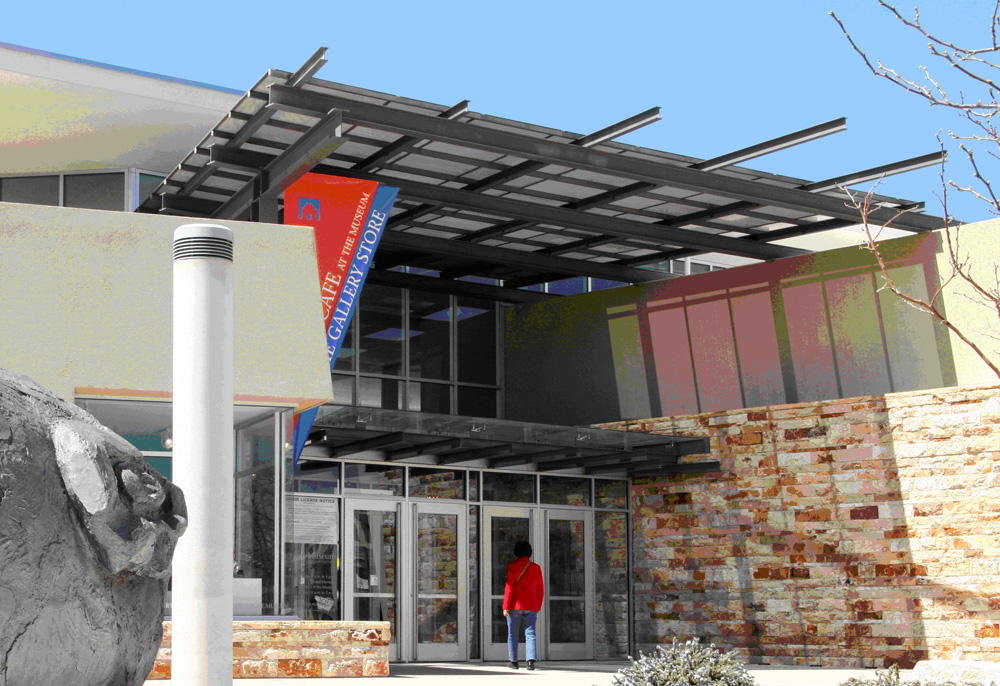
앨버커키 미술 역사 박물관.

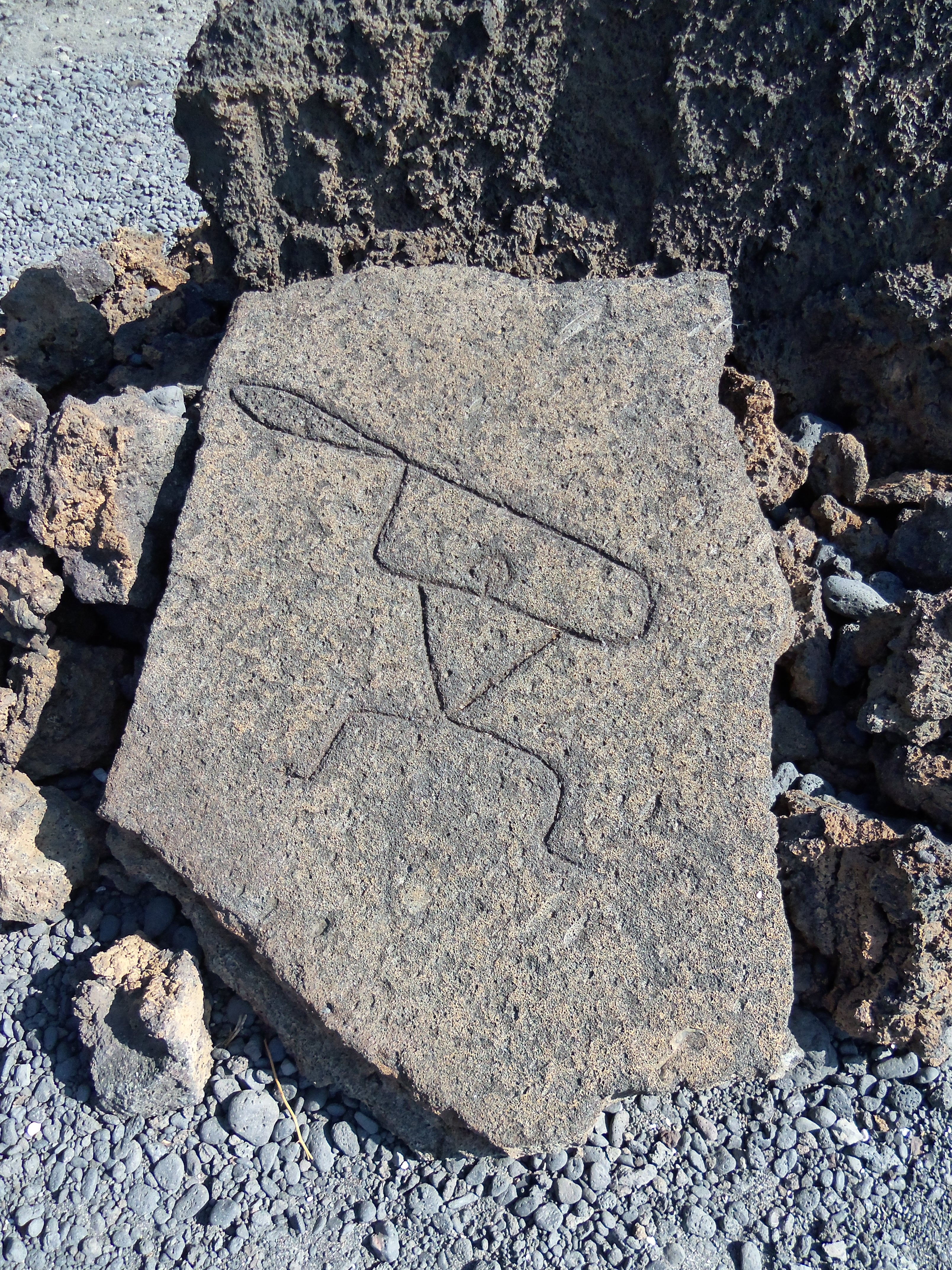
페트로글리프 국립 천연 기념물 : 현무암 바위에 옛 인디안들이 새겨놓은 그림

(앨버커키 관광에 관한 글은 "위키트래블"에서 더 자세한 내용을 볼 수 있다)
2006년도 USA Today 잡지에서는 그 해에 관광 할만한 곳 6개를 추천했는데 앨버커키가 그중에 하나로 뽑혔다. 앨버커키가 추천된 이유는 10월 첫 주에 열리는 열기구 축제(Albuquerque International Balloon Fiesta) 때문이었다.
여행객이 가장 많이 오는 때가 바로 이 때가 된다. 해마다 10만명의 여행객이 모이는 이 축제 때에는 600여개의 열기구가 참여하고 한주일 동안 앨버커키의 하늘을 수백개의 열기구로 장식한다. 앨버커키 방문객에게 인기있는 곳으로 아래의 명소를 들 수 있다.
- 샌디아 피크 트램웨이(Sandia Peak Tramway)- 1966년에 완공된 이곳의 케이블카는 앨버커키에 살고 있던 두 사람에 의해서 세워진 것인데 그중 한 사람이 1978년 가스 기구(氣球)를 타고 대서양 횡단에 성공했던 벤 아브루조(Ben Abruzzo)란 사람이다.샌디아피크 트램웨이(케이블 카)를 타러 오는 관광객 수는 매년 27만5천명 정도로 이곳은 앨버커키의 관광명소로 손 꼽히는곳 이 되고 있다. 해발 1999m에 있는 베이스 터미널에서 산 위의 해발 3163m에 있는 터미널까지 15분만에 올라간다. 케이블의 길이가 6km가 되어 세계에서 제일 긴 케이블을 사용한 케이블카로 알려져 있다.[28]
- 올드타운플라자(Old Town Plaza)- 이곳은 앨버커키가 300년전에 탄생된 자리라는 역사적 의미가 있다. 플라자에 있는 대부분의 건물들이 100년전의 스페인식으로 지은것이다. 플라자에는 1793년에 지었다는 산페리페데네리(San Felipe de Neri) 성당이 있다. 앨버커키에 있는 건물 중 가장 오래된 교회 건물이다. 플라자를 둘러가면서 인디언의 수공예품과 여행 기념품 등을 파는 150여개 의상점이 모여 있고 많은 갤러리도 주변에 있다. 근처에는 앨버커키 미술 역사 박물관이 있다.[29] 이 지역의 미술가들의 작품과 이 지역의 스페인 문화와 인디언 문화의 기초를 이해하는데 큰 도움이 되는 역사적 전시물이 많이 있다.
- 국립 핵 과학 역사 박물관 (National Museum of Nuclear Science and History)- 원자탄의 개발 역사가 상세히 전시되어 있고 2차대전때 일본에 투하했던 두 개의 원자탄 모형도 전시되어 있다. 핵물리 과학에 관련된 전시물이 많이 있다.[30]
- 페트로글리프 국립 모뉴먼트(Petroglyph National Monument)- 앨버커키의 서쪽에 있는 언덕위의 지평선을 보면 다섯개의 화산 분화구 흔적이 보인다. 화산 밑에는 화산에서 흘러나온 용암에 의해서 만들어진 메사(Mesa) 언덕이 넓게 자리잡고 있다. 17마일에 이르는 메사 언덕에 약 2만개의 그림이 돌에 새겨져 있는데 이 지역을 보호하기 위해서 미국역사기념물로 정하게 되었다. 이 지역은 푸에블로 인디언 원주민들이 종교적으로 신성하게 여기는곳이다.[31]
- 인디언 푸에블로 문화센터(Indian Pueblo Cultural Center)- 뉴멕시코에는 19개의 인디언 푸에블로가 있다. 이들의 문화를 소개하는 곳이다. 토요일과 일요일에는 정해진 시간에 인디언춤의 공연도 볼 수 있다.[32]

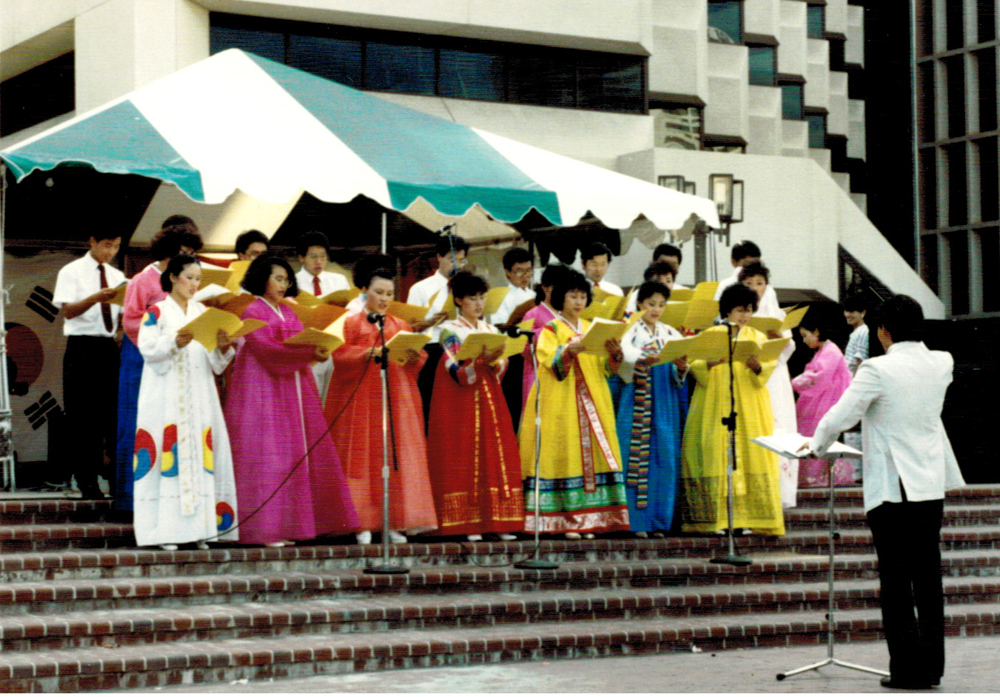
뉴멕시코주 한인회 합창단이 시청광장에서 한국 노래를 소개하고 있음. 앨버커키시 주최 Korean Night: Summerfest '89

## 한인교포사회
1987년4월4일 뉴멕시코한인회(Korean American Association of New Mexico)가 설립되어 지역사회를 위한 봉사를 해오고 있다. 2003년에는 한인회관 건물을 세입했고 2006년에는 건물을 매입했으며 2세 자녀들을 위한 한국학교와 노인을 위한 어버이회도 운영하고 있다. 뉴멕시코주의 한인교포수는 2천4백 명으로 보고된 바 있다(2011년). 2011년 한인회 설립25주년 기념으로 뉴멕시코의 역사,지리,문화와 한인사회를 소개하는 뉴멕시코주 한인총람(148면)을 출판하여 배포하였고 한인회장 김두남(Kim Tu-Nam Young)씨는 백악관에서 지역사회를 위한 봉사활동 기관이나 개인에게 수여하는 봉사자상(President's Volunteer Service Award)을 오바마 대통령으로부터 2012년4월에 받았다. 김두남회장을 이어 조규자 회장, 김영심, 문상귀, 민명희회장이 각각 2년씩 봉사했고 2021년 1월부터 신임 한인회장으로 윤태자씨가 봉사하게 되었다. 한인여성네트워크(KOWIN) 지부(지부장 박광종)가 여성 사회봉사기관으로 일하고 있고 2017년 평화통일자문위원으로 조규자, 문상귀, 한광윤 세분이 봉사하고 있다. 한인회관에서 매 주말에 열리는 한국학교는 우수한 교사팀을 구성하여 교포 어린이뿐만 아니라 미국인 성인까지도 대상으로 삼고 한글과 한국을 가르치는 교육기관으로 봉사하고 있다. 매주 수요일 한인회관에서 모이는 어버이회는 한인 어르신을 위한 모임이되고 있다. 한인교포가 운영하는 식당이 여러곳에 있으며 한국 식품점이 3곳, 개신교 한인 교회가 5곳이 되며 한인 가톨릭 공동체도 있다.
뉴멕시코 한인회와 이곳 지역사회를 소개하는 주간지 한글 신문으로 아리조나타임즈 뉴멕시코판이 있다. 이 신문은 2015년 4월 첫 기사를 내보내고 발간을 시작했다. 아리조나 타임즈 신문은 앨버커키에 있는 한국식품점에서 무료로 배포되어 왔으나 2019년 1월 말로 중단되었다. 뉴멕시코 한인들을 위해 알버커키연합감리교회에서 발행하는 격 월지 잡지로 "광야의 소리"가 한인회 소식과 지역사회를 소개하는 역할을 2009년부터 지금까지 해오고 있다. 인쇄된 잡지는 뉴멕시코 한인회와 앨버커키에 있는 한국 식품점(A-1한국식품, 아리랑 마켓, 킴스마켓)을 통해 배포해 왔고 인터넷을 통해서도 볼 수 있다.

## 자매 도시
- 스페인 알부르케르케
- 투르크메니스탄 아시가바트
- 멕시코 치와와
- 스페인 히혼
- 멕시코 과달라하라
- 독일 헬름슈테트
- 중화민국 화롄현
- 중화인민공화국 란저우 시
- 대한민국 금산군
- 일본 사세보시

## 같이 보기
- 알부르케르케